# Astragalus cachinalensis
Astragalus cachinalensis är en ärtväxtart som beskrevs av Rodolfo Amando Philippi. Astragalus cachinalensis ingår i släktet vedlar, och familjen ärtväxter. Inga underarter finns listade i Catalogue of Life.